# Carl Aarvold
Carl Douglas Aarvold (Hartlepool, 7 de junio de 1907-Mole Valley, 17 de marzo de 1991) fue un abogado, dirigente de tenis, juez y jugador británico de rugby que se desempeñó como wing.

## Biografía
En su juventud destacó deportivamente en el rugby y en el tenis pero prefirió jugar el primero cuando llegó al Emmanuel College. Dejó de jugar al rugby cuando se recibió de abogado y comenzó a trabajar de ello.
Ejerció su profesión hasta el inicio de la Segunda Guerra Mundial cuando se alistó en el Ejército Británico, sirviendo en la Royal Artillery y alcanzando el grado temporal de teniente coronel. En 1945 el rey Jorge VI lo nombró Oficial de la Orden del Imperio Británico por sus servicios durante el conflicto y además recibió la condecoración Territorial.
Luego de la guerra fue nombrado juez en 1951 y como tal, presidió el juicio a los gemelos Kray en 1965. Ya en su vejez, fue elegido presidente de la Lawn Tennis Association y finalmente falleció a la edad de 83 años en 1991.

### Leones británicos
Fue convocado a integrar el plantel de los British and Irish Lions para participar de la Gira a Argentina 1927 donde jugó tres de los cuatro test matches ante los Pumas y fue el máximo anotador de tries. Tres años más tarde en 1930, fue seleccionado nuevamente a los Lions para disputar la desastrosa Gira a Australia y Nueva Zelanda 1930 donde jugó todos los test matches: los cuatro partidos ante los All Blacks y el único enfrentamiento con los Wallabies.

### Selección nacional
Fue convocado al XV de la Rosa por primera vez en enero de 1928 para enfrentar a Australia, un jugador titular en su seleccionado y fue nombrado capitán desde marzo de 1931 hasta su retiro en enero de 1933 cuando disputó su último partido ante los Dragones rojos. En total jugó 16 partidos y marcó cuatro tries para un total de doce puntos (así valía un try en su época).

## Palmarés
- Campeón del Torneo de las Seis Naciones de 1928.